# 多重引导

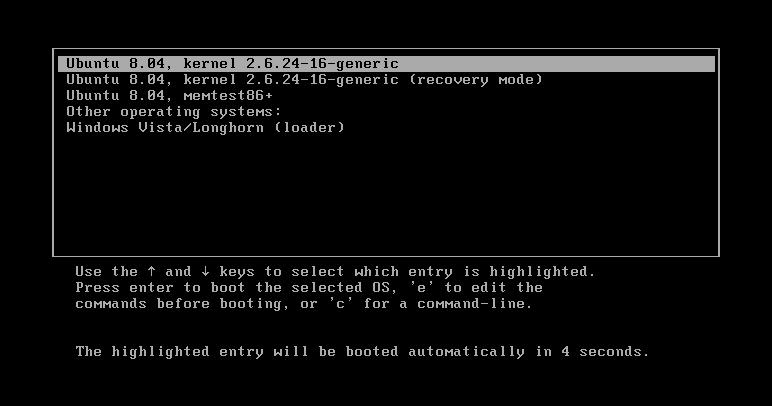
GRUB中双引导的Ubuntu和Windows Vista启动项

多重引导指的是在一台计算机上安装多个操作系统，同时可以选择要启动哪个的行为，其中一种常见的包含正好两个系统的方式叫做双引导（双系统）。多重引导可能需要一个自定义的啟動程式。

## 用途
多重引导允许一台计算机上存在不止一个操作系统，例如你可以有一个主要的系统和一个不怎么用的候补系统； 另外一个选择多重引导的原因是可以研究尝试新系统而不需彻底撤换操作系统——多重引导允许新操作系统配置所有必要的应用程序，在想要时还可以在移除旧系统前迁移数据。 一种可能的替代方式是虚拟化，此时虚拟机监视器用来主持多个运行客户操作系统的虚拟机。
多重引导在多个软件应用需要不同的操作系统时也很有用。多重引导配置允许用户们使用这台电脑上所有这样的软件。这经常配合诸如NTLDR、Windows Boot Manager、GRUB这类能够多重引导的啟動程式使用。软件开发者也曾在测试或开发需要多个系统时用上多重引导。将这么多个系统放在同一台机器上可以减少硬件开支。

## 技术问题

### 每个存储设备上的操作系统数量
在多重引導的計算機上，各個操作系統的可存留在其自己的存儲裝置上，或者某些存儲設備可在在不同的分割區内包含多於一個的操作系統。

### 硬盘分区
多系统分区的基本概念上是要分割一个磁盘以便容纳多个预先计划好的操作系统安装。

#### Windows
Windows 2000/XP/2003使用NTLDR啟動程式。Windows Vista或以後的Microsoft Windows使用Windows Boot Manager開機程式。

### Windows和Linux
双引导各自出于自己分区上的Linux和Windows操作系统是一种常见的多重引导配置。除了允许对每个分区安装之外Windows不简化或支持多重引导设置，也不提供启动引导器方面的选择。尽管如此，现时大部分Linux安装器都支持双启动（一般还是建议有一些分区方面的支持）。经常会有安装程序正常执行，到了重启时启动引导器只认识两种操作系统之一的情况。

将一个Linux启动管理器/引导器（常常是GRUB）作为主引导记录指向的主要引导器有一些好处。Linux引导器常常能够正确地找到Windows操作系统，反过来Windows操作系统不能识别Linux安装（也不能原生处理Linux文件系统）。然而，在Windows Vista中，安装服務包（或其他更新）时可能需要首先还原相应的启动引导器。如果找不到MBR中Vista引导器中的一些文件，SP2可能会安装失败。类似的问题可能在SP1 或者在存在克隆的磁盘或分区时发生。 MBR 引导代码可以通过System Rescue CD上的dd备份和还原。

### 中立MBR
With the boot flag set on the Windows primary, the Windows Boot Manager can be used to chainload another installed bootloader by employing usage of a program like EasyBCD. This means the active partition's boot manager will first prompt the user for selection what OS to boot, then load another if necessary, such as GRUB, even a bootloader installed to a logical partition, and then GRUB will load the Linux kernel as it normally would were GRUB installed to the MBR.

### Apple Boot Camp
Boot Camp 是苹果公司提供的多重引导，为基于英特尔处理器之Mac系列电脑安装Windows的服务。